# Vezio De Lucia
Vezio De Lucia (Napoli, 27 luglio 1938) è un urbanista italiano.

## Biografia
Laureato in Architettura a Napoli nel 1963. Funzionario del ministero dei Lavori pubblici, dal 1986 divenne direttore generale del Coordinamento territoriale e membro del Consiglio Superiore dei Lavori pubblici. Fu rimosso dall'incarico nel 1990, insieme al presidente Giuseppe D'amore, con provvedimento del ministro Giovanni Prandini, di cui fece un'accesa critica nell'Epilogo di Se questa è una città, nell'edizione del 1992.
Dal 1990 al 1995 consigliere regionale PCI del Lazio, dal 1993 al 1997 fu assessore all'Urbanistica del comune di Napoli (prima amministrazione Bassolino).
È stato: presidente dell'Associazione Ranuccio Bianchi Bandinelli, istituto di studi e ricerche fondato da Giulio Carlo Argan; membro della Giunta della Rete dei comitati per la difesa del territorio presieduta da Alberto Asor Rosa; fondatore del Comitato per la bellezza presieduto da Vittorio Emiliani; segretario generale dell'Istituto nazionale di urbanistica e consigliere nazionale di Italia Nostra. È stato professore a contratto nelle Università di Roma "La Sapienza" e di Palermo. Premio Antonio Cederna per l'urbanistica della provincia di Roma (2006). Premio internazionale di ecologia VAS - Verde Ambiente Società (2014). Premio Franco D'Onofrio (2016).
Ha coordinato il piano comprensoriale di Venezia e della Laguna previsto dalla legge speciale del 1974 per la salvaguardia di Venezia. Ha coordinato la ricostruzione di Napoli dopo il terremoto del 23 novembre 1980. Progettista dei piani provinciali di Pisa, Lucca, Caserta e dei piani regolatori di Lastra a Signa, Eboli, Pisa, Positano, Meta di Sorrento, Pontassieve e altri comuni.
Ha collaborato con Il Messaggero, l'Unità e il manifesto. È stato vicedirettore di Eddyburg.

## Pubblicazioni
- Riforma urbanistica 73, con E.Salzano e F.Strobbe, Edizioni della autonomie, Roma, 1973.
- L'Urbanistica a Napoli dal dopoguerra ad oggi, con A. Jannello, in "Urbanistica", Torino, 1976.
- Programmazione, gestione e controllo del territorio, AA.VV., Giuffrè, Milano, 1984.
- Roma perché, cura di P. Della Seta, Napoleone, Roma, 1986.
- Le esigenze di Roma capitale, in Roma, L'area archeologica centrale e la città moderna, a cura di L. Benevolo e F. Scoppola, De Luca, Roma, 1988.
- Se questa è una città, Premessa di Antonio Cederna, Roma, Editori Riuniti, aprile 1989, 1992; Introduzione di Piero Bevilacqua, Roma, Donzelli, 2006, ISBN 978-88-603-6003-8.
- Peccato capitale. Storia urbanistica di Roma, da Argan a Carraro, il manifesto, Roma, 1993.
- Dalla legge del 1942 alle leggi di emergenza, in Cinquant'anni di urbanistica in Italia, 1942-1992, a cura di G. Campos Venuti e F. Oliva, Laterza, Roma-Bari, 1993. [traduzione spagnola, Universidad Carlos III, Boletin Oficial del Estado, 1994]
- Napoli. Cronache urbanistiche 1994-1997, a cura di Antonio Pastore, Baldini e Castoldi, Milano, 1998.
- La legge urbanistica del 1942, in Istituzioni e politiche culturali in Italia negli anni trenta, a cura di V. Cazzato, Istituto Poligrafico dello Stato, Roma, 2001.
- Il nuovo piano regolatore di Roma e la dissipazione del paesaggio romano, in "Meridiana", 47-48, 2003.
- Il bello non abita più qui, in La vista offesa, a cura di Paolo Rognini, Franco Angeli, Milano, 2008.
- La guerra dei trent'anni. La storia del processo di annientamento della pianificazione, in "Italia Nostra", 449, 2009.
- Le mie città, Diabasis, Reggio Emilia, 2010.
- La Roma di Petroselli, con Ella Baffoni, Castelvecchi, Roma, 2011.
- Nella città dolente. Mezzo secolo di scempi, condoni e signori del cemento dalla sconfitta di Fiorentino Sullo a Silvio Berlusconi, Castelvecchi, Roma, 2013.
- Roma disfatta, con Francesco Erbani, Castelvecchi, Roma, 2016.
- Napoli, promemoria, Donzelli, Roma, 2018.